# Yellowstone Public Radio
Yellowstone Public Radio ist ein regionales Public Radio Netzwerk mit Sitz in Billings, Montana. Mittels seines Netzwerks an Stationen und Umsetzern deckt das Yellowstone Public Radio den ganzen Bundesstaat Montana und Teile von Nord-Wyoming ab und hat damit die größte geographische Abdeckung im NPR-System. Betreiber ist die Montana State University in Billings. Das Programm besteht aus einem Mix von Übernahmen des National Public Radio (NPR), Klassischer Musik und Jazz.

## Geschichte
1972 startete die Station KEMC in Billings mit einer Leistung von 10 Watt. Die Station gehörte dem Eastern Montana College. 1978 wurde die Sendeleistung auf 24,5 kW heraufgesetzt, womit das Signal erstmals viel weiter als über den Nahbereich des Campus hinaus gehört werden könnte. 1984 wurde KEMC als zweite Station in Montana Mitglied des National Public Radio. In der darauffolgenden Dekade baute KEMC ein Netzwerk von Umsetzern und Repeaterstationen über ganz Montana auf. Heute hat das Netzwerk an lokalen Stationen und Umsetzern die größte geographische Abdeckung aller Stationen im NPR-System.
1994 änderte KEMC schließlich seinen Namen in Yellowstone Public Radio, was dem Umstand geschuldet ist, dass das Netzwerk die größtenTeile des Gebietes des Yellowstone National Park abdeckt. Im gleichen Jahr wurde das seit 1983 genutzte Sendegebäude nach dem Radiopionier aus Montana in Joseph L. Sample Studios umbenannt.

## Stationen
| Rufzeichen | UKW-Frequenz              | Sendestandort      | Sendegebiet Leistung | Sendestart | Eigentümer                                    |
| ---------- | ------------------------- | ------------------ | -------------------- | ---------- | --------------------------------------------- |
| KEMC       | 91,7 MHz (auch HD-Radio)  | Billings           | 100 kW               | 1964       | Montana State University Billings Hauptstudio |
| KBMC       | 102,1 MHz (auch HD-Radio) | Bozeman            | 20,5 kW              |            | Montana State University Billings, Bozeman    |
| KPRQ       | 88,1 MHz                  | Sheridan (Wyoming) | 0,45 kW              |            | Montana State University Billings             |
| KYPF       | 89,5 MHz                  | Stanford           | 4 kW                 |            |                                               |